# Kền kền vua
Kền kền vua (danh pháp khoa học: Sarcoramphus papa) là một loài chim thuộc họ Kền kền Tân thế giới. Kền kền vua có phạm vi sinh sống từ miền nam México tới miền bắc Argentina. Loài kền kền này sống chủ yếu ở các khu rừng đất thấp nhiệt đới trải dài từ miền Nam Mexico tới miền bắc Argentina. Nó là thành viên duy nhất còn sống của chi Sarcoramphus, mặc dù các thành viên hóa thạch được biết đến.
Lớn và chủ yếu là trắng, kền kền vua có khoang cổ, lông đuôi và lông cánh màu xám đen. Hói đầu và cổ, với da có các màu khác nhau, bao gồm cả vàng, cam, xanh, tím, và màu đỏ. Nó là loài ăn xác thối. Kền kền vua đã được biết đến với tuổi thọ lên đến 30 năm trong điều kiện nuôi nhốt.
Kền kền vua là một hình ảnh phổ biến trong các ghi chép tôn giáo của người Maya cũng như trong văn hóa dân gian địa phương và y học. Mặc dù hiện đang được liệt kê vào nhóm loài ít quan tâm trong tài liệu của IUCN, số lượng loài chim này đang giảm, chủ yếu là do mất môi trường sống.

## Phân loại
Kền kền vua được mô tả ban đầu bởi Carl Linnaeus năm 1758 trong lần tái bản thứ mười của tác phẩm Systema Naturae dưới tên Vultur papa, mẫu vật điển hình thu thập Surinam. Nó được chuyển đến chi Sarcoramphus năm 1805 bởi nhà động vật học người Pháp André Marie Constant Duméril. 